# 鋸南町営循環バス
鋸南町営循環バス（きょなんちょうえいじゅんかんバス）は、千葉県安房郡鋸南町が運行するコミュニティバス。
2002年（平成14年）1月1日運行開始。運行開始時より館山日東バスに運行を委託していたが、2020年（令和2年）10月1日付で館山日東バスが日東交通へ再統合されたことに伴い、館山日東バスから日東交通館山営業所へ移管された。
正式名称は「鋸南町営循環バス」だが、町では親しみを込めて「赤バス・青バス ぐるっときょなん 町内循環バス」とも紹介している。

## 概要
「循環バス」の名のとおり、町内の鉄道駅であるJR内房線安房勝山駅と保田駅を経由して町内の交通空白地帯を循環し、鉄道駅と結んでいる。同じ経路を2台のバスで逆回りに走行し、北回りを「赤バス」、南回りを「青バス」として車両の色を分け、利用者の誤乗を防ぎ利便性を高めている。また専用バス停留所にはナンバリングが付されている。
日東交通の旧佐久間線・旧保田線の一部区間の廃止代替として運行する廃止代替バスでもある。
運行便数は、平日は赤バス・青バスともに一日各5便、土休日および年末年始（12月30日 - 1月3日）は一日各3便（始発便・最終便は運休）となる。2007年12月からは、毎年12月から翌年2月まで「水仙まつり」開催に合わせて、区間運行（保田駅 - 大崩間）の臨時便も運行されるようになり、2025年時点では毎年1月上旬から3月上旬の土休日のみ昼間の時間帯に臨時便が運行されている。
バリアフリー対応に関しては、2018年の車両更新で車椅子用リフト付きバスを導入したが（詳細は#沿革および#車両を参照）、リフトで乗降できるバス停留所が限られるため、車椅子での乗車は一部の停留所に限り予約制とし、町の公式ウェブサイトでは「車椅子でご利用の方は原則前日（土日祝日はその前の平日）までに、利用される便、乗降場所等を電話でご連絡ください（連絡先：鋸南町総務企画課企画財政室 循環バス担当）」と案内している。

## 沿革
- 2002年（平成14年）1月1日 - 運行開始（区間便を含め、赤バス・青バス各6便）。
- 2003年（平成15年）3月1日 - 発車時刻の見直しを実施。
- 2004年（平成16年）4月1日 - 一部便で「鋸山保田口」「奥山」「岩井袋」停留所への乗り入れを中止。
- 2005年（平成17年）6月1日 - 運行本数の見直しを実施、赤バス・青バス各5便へ減便。
- 2006年（平成18年）4月1日 - 運行本数の見直しを実施、土休日のみ赤バス・青バス各3便へ減便。
- 2007年（平成19年）12月 - 「水仙まつり」臨時便の運行を開始。
- 2018年（平成30年）
  - 9月28日 - 車椅子用リフト付き新型車両を導入[5]。
  - 10月29日 - 一部のバス停留所に限り車椅子用リフトを予約制で利用開始[5]。

## 運賃・乗車券類
- 運賃は多区間制ながら、5区間までは200円均一、6区間以上は300円均一というシンプルな運賃体系としている[1]。小学生以下は運賃半額[1]。
- 障害者割引があり、各種障害者手帳（身体障害者手帳・療育手帳・精神障害者保健福祉手帳）の提示により運賃半額となる[1]。
- 専用回数券（1冊1,500円）、定期券も発売されている[4]。
- 運転免許証を自主返納した65歳以上の町民に、専用回数券を4,500円分交付している[4]。

## 路線
「大崩」停留所を起終点として、町内を一周する。停留所数は53。一部区間（道の駅保田小学校 - 瀬戸口、消防署前 - 岩井袋）にフリー乗降区間が設定されている。
以下は「赤バス」の経路。「青バス」はこの反対回りとなる。
- 大崩 → 湯沢 → 小保田 → 道の駅保田小学校 → 鋸南保田口 → 保田駅 → 中央公民館前 → 安房勝山駅 → 鋸南町役場前 → 佐久間郵便局前 → 奥山 → 佐久間ダム入口 → 大崩

## 車両
専用車両はマイクロバスの三菱ふそう・ローザ（方向幕付き路線型）を使用する。前述のとおり北回りを「赤バス」、南回りを「青バス」として車両の色を分けている。
運行開始時の2002年に導入した初代車両は、赤と青の単色に金色で「鋸南町営循環バス」の文字とライン、安房国平郡保田村（現：鋸南町）出身の浮世絵画家・菱川師宣の代表作「見返り美人図」を前面にあしらったレトロ調デザインであった。また前面の社名表示灯には「鋸南町営循環バス」の文字が入っていた。
2018年に車両更新した際には、車両購入に地方交付税措置のある過疎対策事業債を活用して財政負担軽減を図った。

新型車両は車椅子用リフトを装備し、親しまれた「赤バス・青バス」の色と呼称はそのままにデザインを刷新し、車体に鋸南町のイメージキャラクターを大きく描いたラッピングバスとなった。「赤バス」には「見返り美人図」をキャラクター化した女の子「みかえりちゃん」、「青バス」には鋸南町の竜島海岸に上陸したという伝説のある源頼朝をキャラクター化した男の子「よりともくん」のイラストと、桜の花がそれぞれ描かれている。
また、初代専用車両は運行開始年に合わせて「2002」の希望ナンバーを取得していたが、車両代替にあたり、新型車両導入年に合わせて「2018」の希望ナンバーを取得している。
なお予備車として、日東交通が保有するオフホワイト単色の日野・リエッセ（袖ケ浦200あ163、LED式方向幕）が代走することもあり、2024年に「赤バス」の車両が故障した際には、翌2025年1月に修理完了するまで長期にわたり代車として使用された。